# Валинфреда
Валинфреда (итал. Vallinfreda) је насеље у Италији у округу Рим, региону Лацио.
Према процени из 2011. у насељу је живело 239 становника. Насеље се налази на надморској висини од 832 м.

## Становништво
| 1931. | 1936. | 1951. | 1961. | 1971. | 1981. | 1991. | 2001. | 2011. |
| ----- | ----- | ----- | ----- | ----- | ----- | ----- | ----- | ----- |
| 953   | 847   | 831   | 591   | 319   | 288   | 290   | 290   | 317   |